# توم كريستنسن
توم كريستنسن هو سياسي كندي، ولد في 1966 في فيرنون في كندا. حزبياً، نشط في BC United ‏.